# Pseudorhipsalis
Pseudorhipsalis Britton e Rose è un genere di piante succulente della famiglia delle Cactacee.

## Distribuzione e habitat
Il genere è diffuso nell'ecozona neotropicale(Messico, Belize, Nicaragua, Guatemala, Costa Rica, Honduras, Panama, Giamaica, Colombia, Venezuela, Ecuador, Perù, Bolivia e Brasile).

## Tassonomia
Comprende le seguenti specie
- Pseudorhipsalis acuminata Cufod.
- Pseudorhipsalis alata (Sw.) Britton & Rose
- Pseudorhipsalis amazonica (K.Schum.) Ralf Bauer
- Pseudorhipsalis himantoclada (Rol.-Goss.) Britton & Rose
- Pseudorhipsalis lankesteri (Kimnach) Barthlott
- Pseudorhipsalis ramulosa (Salm-Dyck) Barthlott